# Autheuil-Authouillet

Autheuil-Authouillet este o comună în departamentul Eure, Franța. În 1 ianuarie 2022 avea o populație de 944 de locuitori.